# 黑眶鼠海豚
黑眶鼠海豚（学名：Phocoena dioptrica）也称 南美鼠海豚，是鼠海豚科、鼠海豚属下的一个物种，曾被归为单独的属“Australophocaena”。分布于南极海域，模式标本捕获自阿根廷布宜诺斯艾利斯省的基尔梅斯附近。黑眶鼠海豚的背部、头部上方和体侧上方呈黑色，胸腹部、头部下方和体侧下方呈白色，眼周和口部边缘具有黑色斑块。